# هاري مورغان (لاعب كريكت)
هاري مورغان (5 يونيو 1938 بويلينغتون في نيوزيلندا - ) (بالإنجليزية: Harry Morgan)‏ هو لاعب كريكت نيوزلندي.

## وصلات خارجية
- هاري مورغان (لاعب كريكت) على موقع إي آس بي آن كريك إنفو (الإنجليزية)